# Guineapolemius testaceus
Guineapolemius testaceus es una especie de coleóptero de la familia Cantharidae.

## Distribución geográfica
Habita en Borneo.